# Дискографија групе Disturbed
Дискографија америчког хеви метал бенда Disturbed обухвата седам студијских албума, два албума уживо, један компилацијски албум, један ЕП, 30 синглова, три видео-албума и 25 музичких спотова. Бенд је настао када су гитариста Ден Дониган, бубњар Мајк Венгрен и басиста Стив „Фаз” Кмак ангажовали певача Дејвида Дрејмана 1996. године. Демо снимак довео је до њихове сарадње са продукцијском кућом Giant Records, која је у марту 2000. објавила њихов дебитантски албум The Sickness. Албум је достигао топ 30 на америчкој Биллборд 200 и аустралијској ARIA топ-листи. Откако је The Sickness објављен, у САД га је Америчко удружење дискографских кућа (RIAA)  четири пута сертификовао платином, од Аустралијског удружења за индустрију звука (ARIA) добио је једну платину. Из албума су објављена четири сингла: „Stupify”, „Voices”, „The Game” и „Down with the Sickness”; од којих је посљедњи био најуспјешнији након што га је RIAA сертификовао платином. 
Јуна 2002. године, група Disturbed је објавила документарац M.O.L., у којем су приказани неки од приватнијих момената чланова бенда, како у студију тако и на турнејама, а појавило се и неколико музичких спотова и изведби уживо. M.O.L. је касније Аустралијско удружење за индустрију звука сертификовало платином. Група је затим објавила свој други студијски албум Believe у септебру 2002. године. Албум се нашао на првом мјесту америчке Билборд 200 топ-листе, као и на новозеландским топ-листама, док се на канадскoj топ-листи за албуме нашла на другом мјесту. Албум је од RIAA добио двије платине, док је од ARIA и CRIA добио једну платину.

## Албуми

### Студијски албуми
| Година | Детаљи | Позиција | Позиција | Позиција | Позиција | Позиција | Позиција | Позиција | Позиција | Позиција | Позиција | Сертификати | Број продатих примјерака       |
| Година | Детаљи | САД      | АУС      | АУТ      | КАН      | ЊЕМ      | ХОЛ      | НЗ       | ШВЕ      | ШВИ      | УК       | Сертификати | Број продатих примјерака       |
| --- | --- | -------- | -------- | -------- | -------- | -------- | -------- | -------- | -------- | -------- | -------- | --- | ------------------------------ |
| 2000 | The Sickness - Датум објављивања: 7. марта 2000 - Издавачка кућа: Giant - Формат: ЦД, касета, плоча                   | 29       | 30       | —        | —        | —        | —        | —        | —        | —        | 102      | - ARIA: Платина - BPI: Злато - MC: 2× Платина - RIAA: 5× Платина                                                              | - САД: 5.000.000 - УК: 145.989 |
| 2002 | Believe - Датум објављивања: 17. септембар 2002 - Издавачка кућа: Reprise - Формат: ЦД, плоча, касета                 | 1        | 32       | 42       | 2        | 68       | —        | 1        | 35       | 91       | 41       | - ARIA: Платина - BPI: Злато - MC: Платина - RIAA: 2× Платина - RIANZ: Злато                                                  | - US: 2.000.000                |
| 2005 | Ten Thousand Fists - Датум објављивања: 20. септембар 2005 - Издавачка кућа: Reprise - Формат: ЦД, плоча, касета      | 1        | 11       | 37       | 2        | 21       | 87       | 1        | 24       | 62       | 59       | - ARIA: Платина - BPI: Злато - MC: 2× Платина - RIAA: 2× Платина - RIANZ: Злато                                               | - САД: 2.000.000               |
| 2008 | Indestructible - Датум објављивања: 3. јун 2008 - Издавачка кућа: Reprise - Формат: ЦД, плоча                         | 1        | 1        | 10       | 1        | 11       | 57       | 1        | 15       | 15       | 20       | - ARIA: Платина - BPI: Злато - IFPI FIN: Злато - MC: Платина - RIAA: Платина - RIANZ: Платина                                 | ФИН: 10.794                    |
| 2010 | Asylum - Датум објављивања: 31. август 2010 - Издавачка кућа: Reprise - Формат: ЦД, дигитално преузимање, плоча       | 1        | 2        | 3        | 2        | 4        | 22       | 1        | 7        | 14       | 7        | - ARIA: Злато - BPI: Сребро - RIAA: Злато - RIANZ: Злато                                                                      |                                |
| 2015 | Immortalized - Датум објављивања: 21. август 2015 - Издавачка кућа: Reprise - Формат: ЦД, дигитално преузимање, плоча | 1        | 1        | 2        | 1        | 2        | 11       | 2        | 9        | 5        | 8        | - ARIA: Платина - BPI: Злато - BVMI: Платина - IFPI AUT: Злато - IFPI NOR: Злато - MC: Платина - RIAA: Платина - RIANZ: Злато |                                |
| 2018 | Evolution - Датум објављивања: 19. октобар 2018 - Издавачка кућа: Reprise - Формат: ЦД, дигитално преузимање, плоча   | 4        | 3        | 5        | 4        | 2        | 28       | 2        | 9        | 4        | 7        | | - САД: 65.000                  |
| "—" означава издање које или није дебитовало на тој топ-листи или није дебитовало у/на тој држави/територији | |          |          |          |          |          |          |          |          |          |          | |                                |

### Компилацијски албуми
| Година | Детаљи                                                                                        | Позиција | Позиција | Позиција | Позиција | Позиција | Позиција | Позиција | Позиција | Позиција | Број продатих примјерака |
| Година | Детаљи                                                                                        | САД      | АУС      | АУТ      | КАН      | ЊЕМ      | НЗ       | ШВЕ      | ШВИ      | УК       | Број продатих примјерака |
| ------ | --------------------------------------------------------------------------------------------- | -------- | -------- | -------- | -------- | -------- | -------- | -------- | -------- | -------- | ------------------------ |
| 2011   | The Lost Children - Датум објавивања: 8. новембар 2011 - Издавачка кућа: Reprise - Формат: ЦД | 13       | 12       | 35       | 17       | 29       | 10       | 59       | 59       | 85       | - САД: 238.000           |

### Уживо албуми
| Година | Детаљи                                                                                                 | Позиција | Позиција |
| Година | Детаљи                                                                                                 | САД      | АУС      |
| ------ | --- | -------- | -------- |
| 2004   | Music as a Weapon II - Датум објављивања: 24. фебруар 2004 - Издавачка кућа: Reprise - Формат: ЦД, ДВД | 148      | -        |
| 2016   | Live at Red Rocks - Датум објављивања: 18. новембар 2016 - Издавачка кућа: Reprise - Формат: ЦД        | 98       | 43       |

## ЕП-ови
| Година | Детаљи |
| ------ | --- |
| 2008   | Live & Indestructible[A] - Датум објављивања: 30. септембар 2008 - Издавачка кућа: Reprise - Формати: дигитално преузимање, ЦД |

## Синглови
| Година | Пјесма                   | Позиција | Позиција | Позиција  | Позиција | Позиција | Позиција | Позиција | Позиција | Позиција | Позиција | Сертификати | Албум              |
| Година | Пјесма                   | САД      | САД Alt. | САД Main. | САД рок  | АУС      | КАН      | ФИН      | НЗ       | ШВЕ      | УК       | Сертификати | Албум              |
| --- | ------------------------ | -------- | -------- | --------- | -------- | -------- | -------- | -------- | -------- | -------- | -------- | --- | ------------------ |
| 2000 | „Stupify”                | —[B]     | 10       | 12        | ×        | —        | —        | —        | —        | —        | —        | | The Sickness       |
| 2000 | „Down with the Sickness” | —[C]     | 8        | 5         | ×        | —        | —        | —        | —        | —        | —        | - RIAA: Платина - BPI: Сребро | The Sickness       |
| 2000 | „Voices”                 | —        | 18       | 16        | ×        | —        | —        | —        | —        | —        | 52       | | The Sickness       |
| 2001 | „The Game”               | —        | —        | 34        | ×        | —        | —        | —        | —        | —        | —        | | The Sickness       |
| 2002 | „Prayer”                 | 58       | 3        | 3         | ×        | —        | 14       | —        | —        | —        | 31       | | Believe            |
| 2002 | „Remember”               | —[D]     | 22       | 6         | ×        | —        | —        | —        | —        | —        | 56       | | Believe            |
| 2003 | „Liberate”               | —[E]     | 22       | 4         | ×        | —        | —        | —        | —        | —        | —        | | Believe            |
| 2005 | „Guarded”                | —[F]     | 28       | 7         | ×        | —        | —        | —        | —        | —        | —        | | Ten Thousand Fists |
| 2005 | „Stricken”               | 95       | 13       | 2         | ×        | —        | —        | —        | —        | —        | 88       | - RIAA: Злато | Ten Thousand Fists |
| 2006 | „Just Stop”              | —        | 24       | 4         | ×        | —        | —        | —        | —        | —        | —        | | Ten Thousand Fists |
| 2006 | „Land of Confusion”      | —[G]     | 18       | 1         | ×        | —        | —        | —        | —        | —        | 79       | | Ten Thousand Fists |
| 2006 | „Ten Thousand Fists”     | —        | 37       | 7         | ×        | —        | —        | —        | —        | —        | —        | | Ten Thousand Fists |
| 2008 | „Inside the Fire”        | 73       | 4        | 1         | ×        | 43       | 60       | 19       | 18       | —        | —        | - RIAA: Злато | Indestructible     |
| 2008 | „Perfect Insanity”       | —        | —        | —         | ×        | —        | —        | —        | —        | —        | —        | | Indestructible     |
| 2008 | „Indestructible”         | 72       | 10       | 2         | ×        | —        | 57       | —        | —        | —        | —        | | Indestructible     |
| 2009 | „The Night”              | —        | 18       | 2         | 8        | —        | —        | —        | —        | —        | —        | | Indestructible     |
| 2010 | „Another Way to Die”     | 81       | 15       | 1         | 1        | —        | 62       | —        | —        | —        | —        | | Asylum             |
| 2010 | „Asylum”                 | —        | —        | —         | —        | —        | —        | —        | —        | —        | —        | | Asylum             |
| 2010 | „The Animal”             | —        | 20       | 2         | 6        | —        | —        | —        | —        | —        | —        | | Asylum             |
| 2011 | „Warrior”                | —[H]     | 29       | 4         | 14       | —        | —        | —        | —        | —        | —        | | Asylum             |
| 2011 | „3”                      | —        | —        | —         | —        | —        | —        | —        | —        | —        | —        | | The Lost Children  |
| 2011 | „Hell”                   | —        | —        | 16        | 35       | —        | —        | —        | —        | —        | —        | | The Lost Children  |
| 2015 | „The Vengeful One”       | —        | —        | 1         | 17       | —        | —        | —        | —        | —        | —        | | Immortalized       |
| 2015 | „The Light”              | —        | —        | 1         | 18       | —        | —        | —        | —        | —        | —        | | Immortalized       |
| 2015 | „The Sound of Silence”   | 42       | 22       | 1         | 3        | 4        | 40       | —        | 32       | 45       | 29       | - RIAA: 3× Платина - ARIA: 2× Платина - IFPI: Платина - MC: 4× Платина - BVMI: 3× Злато - RIANZ: Злато - HPCH: Злато - BPI: Платина | Immortalized       |
| 2016 | „Open Your Eyes”         | —        | —        | 1         | 32       | —        | —        | —        | —        | —        | —        | | Immortalized       |
| 2018 | „Are You Ready”          | —        | —        | 1         | 12       | —        | —        | —        | —        | —        | —        | | Evolution          |
| 2018 | „A Reason to Fight”      | —        | —        | 1         | 24       | —        | —        | —        | —        | —        | —        | | Evolution          |
| 2019 | „No More”                | —        | —        | 1         | 24       | —        | —        | —        | —        | —        | —        | | Evolution          |
| 2020 | „Hold on to Memories”    | —        | —        | 3         | 46       | —        | —        | —        | —        | —        | —        | | Evolution          |
| "—" означава издање које или није дебитовало на тој топ-листи или није дебитовало у/на тој држави/територији |                          |          |          |           |          |          |          |          |          |          |          | |                    |

## Остале песме
| Година                                           | Назив                      | Позиција | Позиција        | албум        |
| Година                                           | Назив                      | САД рок  | САД рок дигитал | албум        |
| ------------------------------------------------ | -------------------------- | -------- | --------------- | ------------ |
| 2015                                             | „Immortalized”             | 36       | 19              | Immortalized |
| 2015                                             | „What Are You Waiting For” | —        | 20              | Immortalized |
| 2015                                             | „Fire It Up”               | —        | 30              | Immortalized |
| 2015                                             | „Never Wrong”              | —        | 78              | Immortalized |
| "—" означава издање које није било на топ-листи. |                            |          |                 |              |

## Спотови

### Видео-албуми
| Година | Детаљи | Сертификати     |
| ------ | --- | --------------- |
| 2002   | M.O.L. - Датум објављивања: 4. јун 2002 - Издавачка кућа: Warner Bros. (#38548) - Формат: ДВД, VHS          | - ARIA: Платина |
| 2008   | Indestructible in Germany[I] - Датум објављивања: November 27, 2008 - Издавачка кућа: Reprise - Формат: ДВД |                 |
| 2010   | Decade of Disturbed - Датум објављивања: August 31, 2010 - Издавачка кућа: Reprise - Формат: ДВД            |                 |

### Музички спотови
| Година | Пјесма                   | Албум                 | Директор(и)                     | Веза   |
| ------ | ------------------------ | --------------------- | ------------------------------- | ------ |
| 1998   | „Perfect Insanity”       | M.O.L./Indestructible | Disturbed                       | [ 51 ] |
| 2000   | „Stupify”                | The Sickness          | Нејтан Кокс                     | [ 53 ] |
| 2001   | „Voices”                 | The Sickness          | Грегори Дарк                    | [ 55 ] |
| 2001   | „Want”                   | The Sickness          | Н/Д                             | [ 56 ] |
| 2001   | „Down with the Sickness” | The Sickness          | Нејтан Кокс                     | [ 58 ] |
| 2002   | „Prayer”                 | Believe               | Браћа Штраус                    | [ 60 ] |
| 2003   | „Remember”               | Believe               | Марк Веб                        | [ 62 ] |
| 2003   | „Liberate”               | Believe               | Нејтан Кокс / Хенк Лена         | Н/Д    |
| 2005   | „Bound”                  | Believe               | Нејтан Кокс / Хенк Лена         | Н/Д    |
| 2005   | „Decadence”              | Ten Thousand Fists    | Н/Д                             | [ 65 ] |
| 2005   | „Stricken”               | Ten Thousand Fists    | Нејтан Кокс                     | [ 67 ] |
| 2006   | „Land of Confusion”      | Ten Thousand Fists    | Todd McFarlane / Тери Фицџералд | [ 69 ] |
| 2008   | „Inside the Fire”        | Indestructible        | Нејтан Кокс                     | [ 71 ] |
| 2008   | „Indestructible”         | Indestructible        | Ноубл Џоунс                     | [ 74 ] |
| 2009   | „The Night”              | Indestructible        | Ноубл Џоунс                     | [ 75 ] |
| 2010   | „Another Way to Die”     | Asylum                | Робошобо                        | [ 78 ] |
| 2010   | „Asylum”                 | Asylum                | Робошобо                        | [ 79 ] |
| 2010   | „The Animal”             | Asylum                | Чарли Терел                     | [ 81 ] |
| 2015   | „The Vengeful One”       | Immortalized          | Фил Мући                        | [ 82 ] |
| 2015   | „The Light”              | Immortalized          | Кали Банкер / Крег Бернард      | [ 83 ] |
| 2015   | „The Sound of Silence”   | Immortalized          | Мет Маурин                      | [ 84 ] |
| 2018   | „Are You Ready”          | Evolution             | Роберт Шобер                    | [ 85 ] |
| 2018   | „A Reason to Fight”      | Evolution             | Мет Маурин                      | [ 86 ] |
| 2019   | „No More”                | Evolution             | Мет Маурин                      | [ 87 ] |
| 2020   | „Hold on to Memories”    | Evolution             | Мет Маурин                      | [ 88 ] |